# Hill of Wirren
Hill of Wirren är ett berg i Storbritannien.   Det ligger i kommunen Angus och riksdelen Skottland, i den norra delen av landet, 600 km norr om huvudstaden London. Toppen på Hill of Wirren är 675 meter över havet, eller 295 meter över den omgivande terrängen. Bredden vid basen är 5,5 km.
Terrängen runt Hill of Wirren är huvudsakligen kuperad. Runt Hill of Wirren är det glesbefolkat, med 8 invånare per kvadratkilometer. Närmaste större samhälle är Brechin, 15,8 km sydost om Hill of Wirren. I omgivningarna runt Hill of Wirren växer i huvudsak blandskog.